# Pokój z Longjumeau
Pokój z Longjumeau (zwany także traktatem lub edyktem z Longjumeau) został podpisany 23 marca 1568 roku przez Katarzynę Medycejską i Karola IX. Układ ten został podpisany w trakcie wojen religijnych we Francji. Postanowienia pokoju potwierdzały prawa nadane protestantom przez edykt z Amboise, przyznający swobodę praktykowania swojej religii w majątkach prywatnych i wyznaczonych miastach. Traktat wygasł w sierpniu 1568.